# Čechyně
Čechyně (deutsch Tschechen) ist ein Ortsteil von Rousínov in Tschechien. Er liegt zwei Kilometer östlich von Rousínov und gehört zum Okres Vyškov.

## Geographie
Das Straßendorf Čechyně befindet sich südlich des Drahaner Berglandes in der Vyškovská brána (Wischauer Tor). Čechyně erstreckt sich beiderseits des Flüsschens Rakovec. Südöstlich erheben sich in den Ausläufern der Litenčické vrchy die Malé Strany (312 m). Nördlich des Dorfes verläuft die Bahnstrecke Brno-Přerov, die Bahnstation Komořany u Vyškova liegt in einem reichlichen Kilometer Entfernung von Čechyně. Östlich des Ortes führt die Autobahn D 1 vorbei; die nächste Abfahrt 216 Rousínov liegt drei Kilometer südwestlich.
Nachbarorte sind Komořany im Norden, Podbřežice und Lysovice im Nordosten, Dražovice und Letonice im Südosten, Lutršték, Němčany und Kroužek im Süden, Rousínovec im Südwesten, Rousínov im Westen sowie Královopolské Vážany und Habrovany im Nordwesten.

## Geschichte

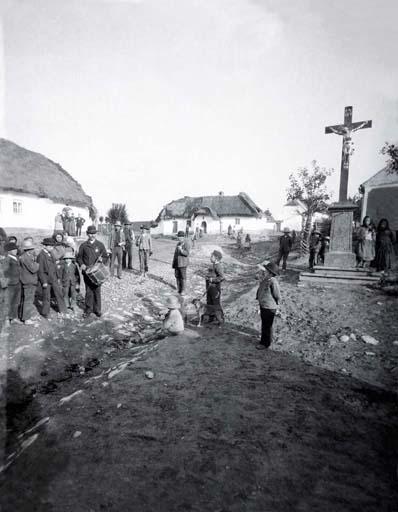
Ausrufer auf dem Anger in Tschechen, Fotografie von František Krátký, um 1895

Der älteste archäologische Fund ist ein slawisches Körpergrab aus der Burgwallzeit zwischen 600 und 1200. Die erste schriftliche Erwähnung des Dorfes erfolgte im Jahre 1350 im Zuge einer Erfassung des mährischen Adelsbesitzes für die Einrichtung des Landesgerichtes in Brünn. Besitzer war zu dieser Zeit das Geschlecht von Wildenberg. 1371 verkaufte Půta Šacléř von Wildenberg die Burg Wildenberg mit allem Zubehör, darunter auch Tschechen, an Markgraf Johann Heinrich. Die Burg erlosch während des mährischen Bruderkrieges zwischen Johann Heinrichs Söhnen Jobst und Prokop. Durch Markgraf Jobst erfolgte zwischen 1385 und 1406 ein Ausverkauf der Dörfer der Wildenberger Herrschaft. Einen Teil von Tschechen erwarb das Augustinerkloster St. Thomas in Brünn, dieser war an die Wieslitzer Güter angeschlossen. 1558 verpfändeten die Augustiner Tschechen an Záviš von Víckov. Durch die Begleichung von 1500 Talern löste Nikolaus von Hrádek Tschechen wieder aus. Bis zur Mitte des 19. Jahrhunderts blieb Tschechen immer den Augustiner-Eremiten, die 1783 nach Alt Brünn verwiesen wurden, untertänig.
Nach der Aufhebung der Patrimonialherrschaften bildete Tschechen / Čechýň ab 1850 eine Gemeinde in der Bezirkshauptmannschaft Wischau. Tschechen bildete zusammen mit Gundrum den südlichen Teil der Wischauer Sprachinsel. Seit dem Ende des 19. Jahrhunderts war der Anteil der deutschen Volksgruppe in Tschechen rückläufig. Dieser Trend verstärkte sich nach der Gründung der Tschechoslowakei, wobei beim Zensus von 1921 Einwohner mit tschechisch klingenden Namen ohne deren Willen und Wissen zu Tschechen erklärt wurden. 1920 entstand in Tschechen ein Turnverein. Seit 1924 ist der tschechische Ortsname Čechyně gebräuchlich. Während des Zweiten Weltkrieges fielen 22 Einwohner oder galten als vermisst. Am 15. September 1945 lebten in Čechyně noch 216 Deutsche. Diese wurden zwischen dem 30. April und 22. September 1946 vertrieben und der Ort mit Tschechen aus dem Drahaner Bergland, deren Häuser durch den Truppenübungsplatz Wischau unbewohnbar geworden waren, neu besiedelt. Am 1. August 1976 wurde Čechyně nach Rousínov eingemeindet.

## Bevölkerungsentwicklung
| Volkszählung | Einwohner | davon Deutsche |
| ------------ | --------- | -------------- |
| 1880         | 460       | 399            |
| 1890         | 438       | 332            |
| 1900         | 459       | 364            |
| 1910         | 518       | 450            |
| 1921         | 555       | 192            |
| 1930         | 567       | 219            |
| 1991         | 365       | -              |
| 2001         | 402       | -              |

## Sehenswürdigkeiten
- Kapelle der Jungfrau Maria, am Dorfanger, errichtet im 18. Jahrhundert
- barocke Statue des hl. Johannes von Nepomuk, geschaffen im zweiten Drittel des 18. Jahrhunderts
- Naturschutzgebiet Stepní stráň u Komořan am Westhang der Malé Strany
- Naturdenkmal Mechovkový útes bzw. Štogrunty an den Malé Strany
- Naturdenkmal Hřebenatkový útes, südlich des Dorfes bei Kroužek

## Söhne und Töchter des Ortes
- Julius Wiesner (1838–1916), österreichischer Botaniker
- Stephan Heinzel (1841–1899), deutscher Politiker